# Dan Woods
Dan Woods, född 20 juni 1959 i Toronto, Ontario, är en kanadensisk skådespelare, TV-producent och TV-programledare. Han är mest känd för rollen som läraren och sedermera studierektorn Mr. Raditch i Degrassi Junior High, Degrassi High och Degrassi: The Next Generation. 
Woods har producerat bland annat The Happy Couple och First Crush.

### Webbkällor
- Dan Woods på Internet Movie Database (engelska)